# Romênia nos Jogos Olímpicos de Verão de 1900
A Romênia participou dos  Jogos Olímpicos de Verão de 1900 em Paris, na França. Foi a primeira participação da Romênia nos Jogos Olímpicos, sua delegação foi composta por apenas um atleta, Gheorghe Plagino, que competiu no tiro.

## Resultados
| Modalidade     | Colocação | Atirador         | Pontuação |
| -------------- | --------- | ---------------- | --------- |
| Fossa olímpica | 13°       | Gheorghe Plagino | 11        |